# Station La Villette
Station La Villette is een voormalige spoorweghalte langs spoorlijn 130A (Charleroi-Zuid - Erquelinnes) in de stad Charleroi.

## Reizigerstellingen
De grafiek en tabel geven het gemiddeld aantal instappende reizigers weer op een week-, zater- en zondag.
| Tabel: aantal instappende reizigers station La Villette | Tabel: aantal instappende reizigers station La Villette | Tabel: aantal instappende reizigers station La Villette | Tabel: aantal instappende reizigers station La Villette |
|                                                         | Weekdag                                                 | Zaterdag                                                | Zondag                                                  |
| ------------------------------------------------------- | ------------------------------------------------------- | ------------------------------------------------------- | ------------------------------------------------------- |
| 1977                                                    | 250                                                     | 44                                                      | 17                                                      |
| 1978                                                    | 240                                                     | 54                                                      | 24                                                      |
| 1979                                                    | 242                                                     | 80                                                      | 23                                                      |
| 1980                                                    | 261                                                     | 23                                                      | 17                                                      |
| 1981                                                    | 204                                                     | 33                                                      | 13                                                      |
| 1982                                                    | 177                                                     | 47                                                      | 7                                                       |
| 1983                                                    | 154                                                     | 22                                                      | 2                                                       |
| 1984                                                    | 125                                                     | 14                                                      | 17                                                      |
| 1985                                                    | 108                                                     | 9                                                       | 22                                                      |
| 1986                                                    | 82                                                      | 16                                                      | 4                                                       |
| 1987                                                    | 126                                                     | 10                                                      | 6                                                       |
| 1988                                                    | 74                                                      | 15                                                      | 6                                                       |
| 1989                                                    | 99                                                      | 10                                                      | 7                                                       |
| 1990                                                    | 55                                                      | 8                                                       | 6                                                       |
| 1991                                                    | 53                                                      | 21                                                      | 3                                                       |
| 1992                                                    | 63                                                      | 10                                                      | 9                                                       |

Charleroi-Central · 
Charleroi-Nord · 
Charleroi-Ouest · 
Charleroi-Sud-Quai · 
Charleroi-Ville-Haute · 
Couillet · 
 Couillet-Montignies · 
Dampremy · 
Gosselies · 
Goutroux · 
Jumet-Brûlotte · 
La Planche ·
La Villette ·
Lodelinsart · 
Lodelinsart-Ouest · 
Marchienne-au-Pont · 
Marchienne-Est · 
Marchienne-Zône · 
Marcinelle · 
Marcinelle-Haies · 
Monceau · 
Monceau-Usines · 
Montignies-Formation · 
Montignies-Neuville · 
Montignies-sur-Sambre · 
Mont-sur-Marchienne · 
Ransart · 
Roux
0,0: Charleroi-Centraal ·
1,0: Marcinelle ·
1,8: La Villette ·
2,5: La Sambre ·
4,1: Marchienne-Zône ·
4,5: Jambe-de-Bois ·
8,0: Landelies ·
11,6: Hourpes ·
14,9: Thuin ·
16,9: Lobbes ·
21,8: Fontaine-Valmont ·
23,7: Labuissière ·
25,7: Solre-sur-Sambre ·
27,6: Erquelinnes-Dorp ·
29,1: Erquelinnes